# Louis de Sczaniecki
Louis de Sczaniecki, né le 30 octobre 1789 à Boguszyn (Grande-Pologne) et mort le 7 septembre 1854 dans le 1er arrondissement de Paris, est un officier polonais, au service du duché de Varsovie de 1807 à 1815, puis de l'insurrection de 1830-1831 du royaume de Pologne contre le tsar et roi de Pologne Nicolas Ier.

## Biographie

### Origines familiales et formation
Il est issu d'une famille de Grande-Pologne, région annexée par la Prusse lors du troisième partage de la Pologne en 1795.
De 1802 à 1806, il fait des études à Dresde, en Saxe (histoire, mathématiques, sciences naturelles).

### La période du duché de Varsovie (1807-1815)
En 1807, après avoir vaincu la Prusse et la Russie (guerre de la Quatrième Coalition), Napoléon crée le duché de Varsovie (traités de Tilsit, juillet 1807), dont le territoire inclut la Grande-Pologne. Sczaniecki entre dans l'administration du duché et travaille à Varsovie dans les bureaux des Affaires intérieures.
En 1809, quand éclate la guerre contre l'Autriche (Cinquième Coalition), il s'engage dans l'armée du duché et combat à Radoszyce.
Durant la campagne de Russie (1812), il est aide de camp du général Dombrowski. Malade après la bataille de la Bérézina, il rentre en Pologne, puis réintègre l'armée après la retraite de Russie et participe à la bataille de Lützen. Fait prisonnier par les Russes, il est libéré en août 1814, après l'abdication de Napoléon.
En 1815, le congrès de Vienne transforme le duché de Varsovie en royaume de Pologne, attribué au tsar Alexandre Ier, mais la Grande-Pologne est restituée à la Prusse et devient le grand-duché de Posen (nom allemand de Poznań).

### La période du royaume de Pologne (1815-1830)
Sczaniecki, contrairement à de nombreux officiers polonais de la Grande Armée, refuse d'intégrer l'armée du royaume de Pologne, ne voulant pas se mettre au service du tsar. Il reçoit un congé officiel en 1819, avec le grade de commandant et le droit de porter l'uniforme.
Installé dans son domaine de Boguszyn, il se consacre à sa mise en valeur. Il est aussi en contact avec Dombrowski, resté hors de l'armée du royaume, jusqu'à sa mort en 1818 à Winna Góra. Il organise alors ses funérailles et devient le tuteur de ses enfants.
En 1819, à Varsovie, il rencontre Walerian Lukasinski, qui le charge de développer son organisation, la « Franc-maçonnerie nationale » (Wolnomularstwo Narodowe) dans le grand-duché de Posen. Il crée donc la loge de Poznań, mais un peu plus tard, celle-ci va prendre une tournure plus radicale, semi-clandestine, prenant le nom d'« Union des faucheurs » (Związek Kosynierów), c'est-à-dire des « porteurs de faux », soldats qui avaient marqué la révolte de Kosciuszko en 1794. Après la dissolution de la Franc-maçonnerie nationale en 1820 et la création par Lukasinski d'une nouvelle organisation, la Société patriotique (Towarzystwo Patriotyczne), l'Union des faucheurs en devient la branche dans le grand-duché. Mais il semble que Sczaniecki l'ait quittée assez vite ; il ne fait pas l'objet de recherches lorsque les autorités prussiennes l'ont réprimée en 1826, notamment en emprisonnant le général Uminski.

### L'insurrection (novembre 1830-septembre 1831)
En 1830, il se trouve en France au moment de la révolution de Juillet ; au mois d'août, il discute avec Lafayette d'un éventuel engagement de la France de Louis-Philippe aux côtés de la Pologne. Lafayette se montre assez pessimiste.
C'est à Boguszyn où il est revenu en octobre qu'il apprend le déclenchement de l'insurrection à Varsovie, le 29 novembre. Il vient à Varsovie le 6 décembre, à un moment où le gouvernement provisoire présidé par le prince Adam Czartoryski a pour objectif premier d'entrer en négociations avec le tsar Nicolas Ier. Il est cependant chargé de mettre sur pied une unité de volontaires de Grande-Pologne. Le 6 janvier, il est mis à la tête d'un régiment de cavalerie. Le 9 janvier, les négociations sont rompues ; le 25, Nicolas est destitué du trône de Pologne par la Diète, qui établit le gouvernement national, encore présidé par Czartoryski (jusqu'au 17 août).
Après le lancement de l'offensive russe le 4 février, Sczaniecki participe aux opérations du général Zymirski le long de la route de Brest. Un escadron de son régiment est présent à la bataille de Grochow (25 février). Il affronte l'armée russe au cours des opérations du printemps, notamment à Wronowo (17 avril), où il est battu. Cependant, il parvient à conserver le contrôle de la route de Varsovie à Zamosc. Durant l'été, il affronte plusieurs fois les Russes avec succès. L'armée russe, menée par Ivan Paskevitch, parvient cependant à atteindre Varsovie fin août et la ville est prise le 8 septembre.
L'insurrection paraissant clairement vaincue lorsque le gouvernement de Bonaventure Niemojowski, installé à Plock, se réfugie en Prusse fin septembre, Sczaniecki fait de même le 25, passant à Cracovie, puis en territoire autrichien, où ses troupes sont désarmées et internées. Lui-même est interné à Olomouc.

### Après l'insurrection (1832-1854)
Libéré de l'internement, il rentre chez lui, contrairement aux réfugiés du royaume de Pologne, dont beaucoup partent en exil (« Grande Émigration ») pour échapper à la répression russe.
Il se consacre au « travail organique » (praca organiczna), portant sur l'amélioration économique et culturelle des Polonais du grand-duché. Il fait partie de la Société d'assistance scientifique à la jeunesse et est un des fondateurs du Kasyno gostyńskie en 1835, une association d'orientation patriotique travaillant sur des sujets économiques.
En 1835, il fait l'objet d'une enquête, étant soupçonné de lien avec l'organisation clandestine Jeune Pologne (Młoda Polska). En octobre 1835, il est un moment incarcéré à Berlin et est condamné à trois ans de prison en 1838, puis amnistié en 1840.
Il prend part activement aux événements de 1848 en Prusse. Ensuite, il revient aux activités légales, notamment au sein de la Ligue polonaise (Liga polska) formée en 1848 par les députés polonais au parlement de Prusse et du journal Dziennik Polski (« Le Quotidien polonais »).
Il meurt du choléra au cours d'un voyage à Paris (des rumeurs à l'époque évoquent une mort dans un duel). Son corps est ramené en Pologne et inhumé dans l'église de Brzóstków, village où il vivait dans les derniers moments de sa vie, avec son épouse Constance, née Czarnecka.